# بسام لطفي
بسام لطفي واسمه الكامل بسام لطفي سليمان أبو غزالة (أبو فراس؛ 1 يناير 1940 – 19 أغسطس 2022) فنان وممثل درامي، وُلِد ونشأ في مدينة طولكرم الفلسطينية، يُعد من أبرز الممثلين العرب، ويُلقب بِـ «عميد الدراما السورية»؛ إذ يعد أحد مؤسسي ورواد الفن والدراما السورية، ومن مؤسسي نقابة الفنانين السوريين، وصاحب العضوية رقم (1) في النقابة. قام بالعديد من الأدوار التمثيلية في المسرح والإذاعة والتلفزيون والسينما، وكان قد شارك في تمثيلية «الغريب»، وهي أول عمل درامي عُرض على شاشة التلفزيون عام 1960، كما شارك بالعديد من الأعمال الهامة بتاريخ الدراما السورية، مثل: «بطل من هذا الزمان»، «إخوة التراب»، «يوميات مدير عام»، «نهاية رجل شجاع».

## نشأته وحياته
وُلِد بسام لطفي سليمان أبو غزالة في مدينة طولكرم الفلسطينية بالضفة الغربية بتاريخ 1 يناير 1940، تلقى تعليمه الابتدائي في مدارس مدينته طولكرم، حيث درس في المدرسة الفاضلية التاريخية بالمدينة، وكان والده لطفي أبو غزالة يعمل معلمًا في مدارس المدينة.
عند وقوع حرب عام 1948، وصل جيش الإنقاذ العربي من سوريا إلى فلسطين، واتخذ الجيش مقره في مدينة طولكرم، وقد شهدت المدينة معارك كبيرة أصيب فيها الجنود السوريين والعرب خلال دفاعهم عن المدينة، مما استدعى إلى إنشاء مستشفى ميداني في المدينة من قبل الأهالي، فشاركت والدة بسام لطفي في تأسيس المشفى مع نساء مدينتها، كما تطوعت بطهي الطعام للجنود الجرحى، وعند انسحاب جيش الإنقاذ انتقلت عائلة بسام لطفي معهم إلى سوريا على أمل العودة إلى مدينة طولكرم بعد حوالي شهر، ومن هناك بدأ بسام لطفي نشاطه الفني والمسرحي في دمشق عام 1957، حيث بدأ بتقديم أولى أعماله المسرحية والفنية، وساهم في تأسيس عدد من المؤسسات الفنية السورية، كنادي الشباب العربي، والمسرح القومي السوري، والمسرح العسكري السوري، والمسرح الوطني الفلسطيني.
عاد بسام لطفي إلى مدينة طولكرم لفترة من الزمن وذلك في عام 1967 قبل حرب النكسة، وفي يونيو 1967 احتلت إسرائيل الضفة الغربية.

## حياته الشخصية
بسام لطفي متزوج، وله ثلاثة أبناء وهم الممثل إياس أبو غزالة وفراس ولمى.

## أبرز أعماله
قدم الفنان بسام لطفي عشرات المسلسلات والأفلام والمسرحيات، منها:

### المسلسلات
- التغريبة الفلسطينية.
- يوميات مدير عام.
- حكم العدالة.
- أحلام كبيرة.
- أسياد المال.
- كوم الحجر.
- أبو كامل.
- حمام القيشاني.
- نهاية رجل شجاع.
- أخوة التراب.
- بنت الضرة.
- بطل من هذا الزمان.
- أيام الغضب.
- ذي قار.
- جرن الشاويش.
- البحث عن صلاح الدين.
- هجرة القلوب إلى القلوب.
- هولاكو.
- صقر قريش.
- ربيع قرطبة.
- أسرار المدينة.
- فارس بني مروان.
- الشجر لا ينبت على الحجر.
- صراع الزمن.
- الدبور.
- شوارع الشام العتيقة.
- الولادة من الخاصرة.
- قانون ولكن.
- خط النهاية.
- شركاء يتقاسمون الخراب.
- بقعة ضوء.
- ما ملكت أيمانكم.
- أبو العصافير.
- تحت سماء الوطن.
- بانتظار الياسمين.
- نداء المتوسط.
- يوم بيوم.
- الفراري.
- شبابيك.
- طوق البنات.
- كوابيس منتصف الليل.
- دائرة النار.
- القربان.
- الزعيم.
- الحوت.
- رجال الحسم.
- الخط الأحمر.
- قاع المدينة.
- سقف العالم.
- قتل الربيع.
- مخالب الياسمين.
- أنت عمري.
- تل الرماد.
- هوى بحري.
- ليل المسافرين.
- الطويبي.
- مدير بالصدفة.
- جواد الليل.
- أيامنا الحلوة.
- أهل المدينة.
- حارس القدس.
- الحريق.
- كما شارك في دبلجة مسلسل وادي الذئاب.

### الأفلام
- الاتجاه المعاكس.
- رجال في الشمس.
- حب للحياة.
- المخدوعون.
- الرسالة الأخيرة.
- صورة.
- الشجر لا ينبت على الحجر.
- زهرة حلب.
- فانية وتتبدد.
- دمشق مع حبي.
- صباح الليل.
- السكين.
- القدس حبيبتي.
- فدائيون حتى النصر.

### المسرحيات
- الطريق.
- قسمًا بالدماء.
- شعب لن يموت.

## تكريمه
- في 27 مارس 2008، جرى تكريم الفنان بسام لطفي في اليوم العالمي للمسرح وذلك في مسرح الحمراء بدمشق.[16]
- في 10 يناير 2019، كرمته وزارة الإعلام السورية كونه أحد أبرز رواد الدراما السورية.[17][18]
- في 23 أبريل 2019، كرمه مهرجان سينما الشباب بدمشق تقديرًا لمسيرته الفنية الطويلة.[6][19]

## وفاته ووصيته
توفي بسام لطفي صباح يوم الجمعة الموافق 19 أغسطس 2022 في دمشق، عن عمر ناهز ما يزيد عن 82 عامًا. كانت وصيته قبل وفاته أن يدفن في مدينته طولكرم، وفي ظل استحالة تحقيق وصيته فقد جرى دفنه في مقبرة الدحداح بدمشق يوم السبت 20 أغسطس 2022 عقب صلاة الجنازة عليه في مسجد لالا مصطفى باشا بدمشق، وفق ترتيبات نقابة الفنانين السوريين والتي كانت قد نعته وأعلنت خبر وفاته.

### ردود الفعل على وفاته
- فور وفاته، جرى نعيه من قبل عدد كبير من الفنانين السوريين والعرب، كان منهم أيمن زيدان وأمل عرفة وأيمن رضا وشكران مرتجى ولورا أبو أسعد وسلاف فواخرجي وبسام كوسا وقصي خولي ومصطفى الخاني ومحمد حداقي ومحمد زهير رجب ومحمد خير الجراح وعلاء قاسم وعارف الطويل ورنا شميس وريم عبد العزيز وطلال مارديني ووائل زيدان وسوسن ميخائيل ونادين الخوري وغيرهم الكثير.[25][26][27]

- نعت وزارة الثقافة الفلسطينية بسام لطفي، حيث قال وزير الثقافة الفلسطيني عاطف أبو سيف في بيان صدر عن الوزارة في 19 أغسطس 2022: «اليوم خسرت الدراما العربية علمًا بارزًا واسمًا كبيرًا من أعلام وأسماء الفن والدراما في الوطن العربي. إن رحيل بسام لطفي خسارة كبيرة للدراما العربية وللفن الإنساني عامة. لقد شكلت مساهمات لطفي في العشرات من المسلسلات العربية جزءًا من وعينا الجمعي، ورسخت مفهوم الفنان الملتزم الذي يعبر من خلال الفن على هموم شعبه وأمته. لطفي كان فلسطينيًا خالصًا لم تمنعه النكبة ولا اللجوء القسري من مواصلة الكفاح من أجل حقوق شعبه وترسيخ اسم بلاده وحضورها، فكان من أبرز المؤسسين والعاملين في المسرح الوطني الفلسطيني التابع لمنظمة التحرير في الستينيات، وعمل دائمًا لتظل فلسطين حاضرة، وآمن بما يمكن للفن وللثقافة أن يقدماه من أجل حقوق شعبنا. إن استمرار قوة الفن والثقافة في البلاد وأدوارهما في رفعة شعبنا وتحصيل وتمكين حقوقه هما أفضل ما يمكن أن نفعله من أجل الحفاظ على سيرة بسام لطفي وما آمن به».[28]

- نعت جبهة النضال الشعبي الفلسطيني بطولكرم بسام لطفي، وجاء في بيان لها في 20 أغسطس 2022: «إن طولكرم مسقط رأس الفنان الكبير الراحل بسام لطفي حزينة برحيله، كما هو حال دمشق التي احتضنته على مدار عقود طويلة من النضال والفن الراسخ من خلال كافة الأدوار التي جسدها عبر سنوات عطاءه في المسرح والدراما والأعمال الفنية المتنوعة، التي كان من خلالها مثالًا للفنان المبدع المتألق والمتميز».[29]

- نعى الرئيس الفلسطيني محمود عباس الممثل بسام لطفي، كما قدم عباس تعازيه باتصال هاتفي مع عائلة بسام لطفي في 20 أغسطس 2022 عقب دفنه،[30] وأوفد عباس السفير أنور عبد الهادي مبعوثًا عنه للمشاركة في مراسم تشييع بسام لطفي.[31]

- قدم الرئيس السوري بشار الأسد في 20 أغسطس 2022 تعازيه بوفاة بسام لطفي من خلال مبعوثه إلى بيت العزاء الوزير منصور عزام.

## روابط خارجية
- بسام لطفي يتحدث عن سيرته في مقابلة مع التلفزيون الفلسطيني بتاريخ 15 مايو 2022 على يوتيوب.
- بسام لطفي على موقع IMDb (الإنجليزية)
- بسام لطفي على موقع قاعدة بيانات الأفلام العربية